# Typhonium trifoliatum
Typhonium trifoliatum är en kallaväxtart som beskrevs av Fa Tsuan Wang, Hsien Shui Lo, H.Li, Y.Shiao och S.L.Tseng. Typhonium trifoliatum ingår i släktet Typhonium och familjen kallaväxter. Inga underarter finns listade.